# Dorcopsis atrata
Dorcopsis atrata är en pungdjursart som beskrevs av Van Deusen 1957. Dorcopsis atrata ingår i släktet större skogsvallabyer och familjen kängurudjur. IUCN kategoriserar arten globalt som akut hotad. Inga underarter finns listade.
Pungdjuret förekommer bara på ön Goodenough norr om sydöstra om Nya Guinea. Arten vistas i bergstrakter som ligger 1 000 till 1 800 meter över havet. Habitatet utgörs av tropisk regnskog med tät undervegetation.
Arten når en kroppslängd (huvud och bål) av 73,5 till 99,5 cm, en svanslängd av 28,5 till 39,5 cm och en vikt mellan 1,8 och 2,3 kg. Den har svartaktig päls på ovansidan och mörkbrun päls vid buken. Vid svansen saknar den bakre delen hår. Hos Dorcopsis atrata är de bakre extremiteterna mindre kraftiga och den saknar därför den goda hoppförmågan som förekommer hos andra vallabyer. Honans pung (marsupium) har öppningen framåt och den innehåller fyra spenar.
Individerna är främst aktiva på natten men ibland är de dagaktiv. De äter växtdelar som blad, frukter, rötter och gräs. Per kull föds vanligen en unge.